# Farkhana
Farkhana (en amazighe : ⴼⴰⵔⵅⴰⵏⴰ, Farxana; en arabe : فرخانة) est une ville du Maroc. Elle est située dans la province de Nador dans le Rif.
Elle dispose d'un poste frontière vers Melilla et d'un collège construit en 1978.